# Roberto Gayol
Roberto Gayol y Soto (Tulancingo, 1857 - Ciudad de México, 29 de enero de 1936). Ingeniero civil, funcionario y político mexicano, miembro de la generación de los científicos que tuvo una participación activa en la vida pública mexicana durante el Porfiriato. Es conocido sobre todo por sus obras de drenaje y mecánica de suelos.

## Datos biográficos
Nació en Tulancingo de Bravo en 1857 y estudió en la Escuela Nacional de Ingenieros en la cual se graduó con el título de Ingeniero civil, en 1881. Años después sería profesor en la misma institución. Sus primeros trabajos fueron en el trazado de ferrocarriles, primero bajo la dirección del Ing. Eleuterio Méndez, y luego como director de obra del ferrocarril Xalapa-Perote-Veracruz. Posteriormente fue nombrado subdirector de Obras Públicas de la Ciudad de México (1885), y se le encargó la realización y ejecución de un proyecto de drenaje para la ciudad. En este ramo realizó varias obras que incluyen la construcción de un sistema de bombeo para aguas residuales instalado junto al canal de San Lázaro, así como el diseño del sistema de drenaje para las colonias Roma y Condesa. Su continuo trabajo con el suelo de la Ciudad de México y las discusiones que se suscitaron a partir de las obras de desagüe, permitieron al Ing. Gayol poner en evidencia el fenómeno de hundimiento que sufría la ciudad.
En 1895 se encargó al Dr. Eduardo Liceaga y al Ing. Gayol el proyecto para la construcción del Hospital General en las afueras de la Ciudad de México, inaugurado por Porfirio Díaz en 1905. Asimismo, en 1900 se comisionó al arquitecto Antonio Rivas Mercado la elaboración del proyecto para la construcción del Monumento a la Independencia. Rivas Mercado designó al escultor italiano Enrique Alciati para diseñar el conjunto de esculturas, y al Ing. Gayol para la construcción de la obra.
Entre sus preocupaciones estuvo también la de solucionar el problema de la baja productividad de la agricultura en el país mediante obras de irrigación y proyectos de población del campo. Para ello publicó un plan que ha sido equiparado con los estudios de Andrés Molina Enríquez.
En la vida política se desempeñó como diputado por el Estado de Hidalgo (1894) y Puebla (1898, 1902, 1904 y 1907). Se exilió brevemente en los Estados Unidos durante el gobierno de Victoriano Huerta. 
Murió en la Ciudad de México en 1936 en la calle de versalles 19 de estenosis mitral.

## Principales publicaciones
- "The Drainage of Mexico City", Annals of the American Society of Civil Engineers, Tomo LV. 53-66, 1904
- Dos problemas de vital importancia para México: la colonización y el desarrollo de la irrigación. Estudios preliminares. México: Tipográfica El Popular de Francisco Montes de Oca, 1906
- La cuestión agraria. México: Linares, 1913
- "Perturbaciones producidas en el fondo del Valle de México por el drenaje de las aguas del subsuelo" (en dos entregas), Revista mexicana de Ingeniería y Arquitectura, Vol. III, Núms. 2 y 8, 1925